# 孟秋 (隆慶進士)
孟秋（1525年—1589年），字子成，號我疆，山東茌平人，民籍，明朝政治人物、心學家。

## 生平
孟秋少有大志，慧识过人。隆慶四年（1570年）中式順天鄉試第八十名舉人。隆慶五年（1571年）聯捷辛未科三甲第二百一十七名進士。礼部觀政，授官直隸昌黎知縣，萬曆五年（1577年）升大理寺评事，七年升兵部主事，六月差守山海关，九年致仕。十四年起升员外郎，改尚寶司丞，十七年三月升本司少卿，卒于官。

## 成就
孟秋聽聞邑人張後覺精陽明學，遂於嘉靖二十四年（1545年）执弟子禮，從其遊。後成為北方王學代表人物之一，與張後覺、趙維新並稱“茌邑三先生”

## 家族
籍貫茌平广平乡孟家庄，祖父孟通移居東阿安平镇（今山东阳谷县张秋镇）孟家海子村。曾祖父孟寬、祖父孟通、父孟鳳，省祭官。嫡母滿氏；生母宋氏。永感下。兄孟春。

## 延伸阅读
[在维基数据编辑]
 《明史卷二百八十三》，出自《明史》